# Maple Ridge (Ohio)
Maple Ridge es un lugar designado por el censo ubicado en el condado de Mahoning en el estado estadounidense de Ohio. En el Censo de 2010 tenía una población de 761 habitantes y una densidad poblacional de 154,89 personas por km².

## Geografía
Maple Ridge se encuentra ubicado en las coordenadas 40°54′45″N 81°2′54″O / 40.91250, -81.04833. Según la Oficina del Censo de los Estados Unidos, Maple Ridge tiene una superficie total de 4.91 km², de la cual 4.77 km² corresponden a tierra firme y (3%) 0.15 km² es agua.

## Demografía
Según el censo de 2010, había 761 personas residiendo en Maple Ridge. La densidad de población era de 154,89 hab./km². De los 761 habitantes, Maple Ridge estaba compuesto por el 97.24% blancos, el 0.53% eran afroamericanos, el 0.13% eran amerindios, el 0.13% eran asiáticos, el 0% eran isleños del Pacífico, el 0.13% eran de otras razas y el 1.84% pertenecían a dos o más razas. Del total de la población el 0.39% eran hispanos o latinos de cualquier raza.